# Orchestr Karla Vlacha
Orchestr Karla Vlacha je přední český taneční a swingový orchestr druhé poloviny 20. století působící především v oblasti swingu, pop music a populární taneční hudby.

## Do roku 1945
Vzniku samostatného orchestru předcházelo několik seskupení. Jedná se především o Blue Music, Charles Happy Boys a Blue Boys v kterých Karel Vlach působil.
V roce 1939 Karel Vlach přejmenoval orchestr z Blue Boys na orchestr Karla Vlacha. Orchestr vystupoval v sále Jednoty soukromých úředníků ve Francouzské ulici na Vinohradech.
Později vystupoval na terasách Střeleckého ostrova, kde s nimi zpívala i Inka Zemánková.
V roce 1940 se přesunuli do klubu Alhambra na Václavském náměstí. Zde orchestr vystupoval v obsazení: Ladislav Habart, V. Růžička, Karel Vlach – saxofony, F. Klimt, J. Novák – trubky, J. Echtner – trombon, Leopold Korbař – piano, V. Soukup – kytara, F. Hanzlík – basa a Jan Rychlík – bicí. Jako zpěvák a konferenciér působil v orchestru Arnošt Kavka.
Se souborem od roku 1940 také vystupovalo ženské vokální trio Allanovy sestry.
Do konce 2. světové války nahrál orchestr více než 120 snímků na gramofonové desky. První gramofonová deska obsahovala skladbu Ráda zpívam hot s Inkou Zemánkovou a saxofonovým sólem Karla Vlacha.
V roce 1945 Karel Vlach původní orchestr rozpustil a začal budovat nový.

## 1945–1948

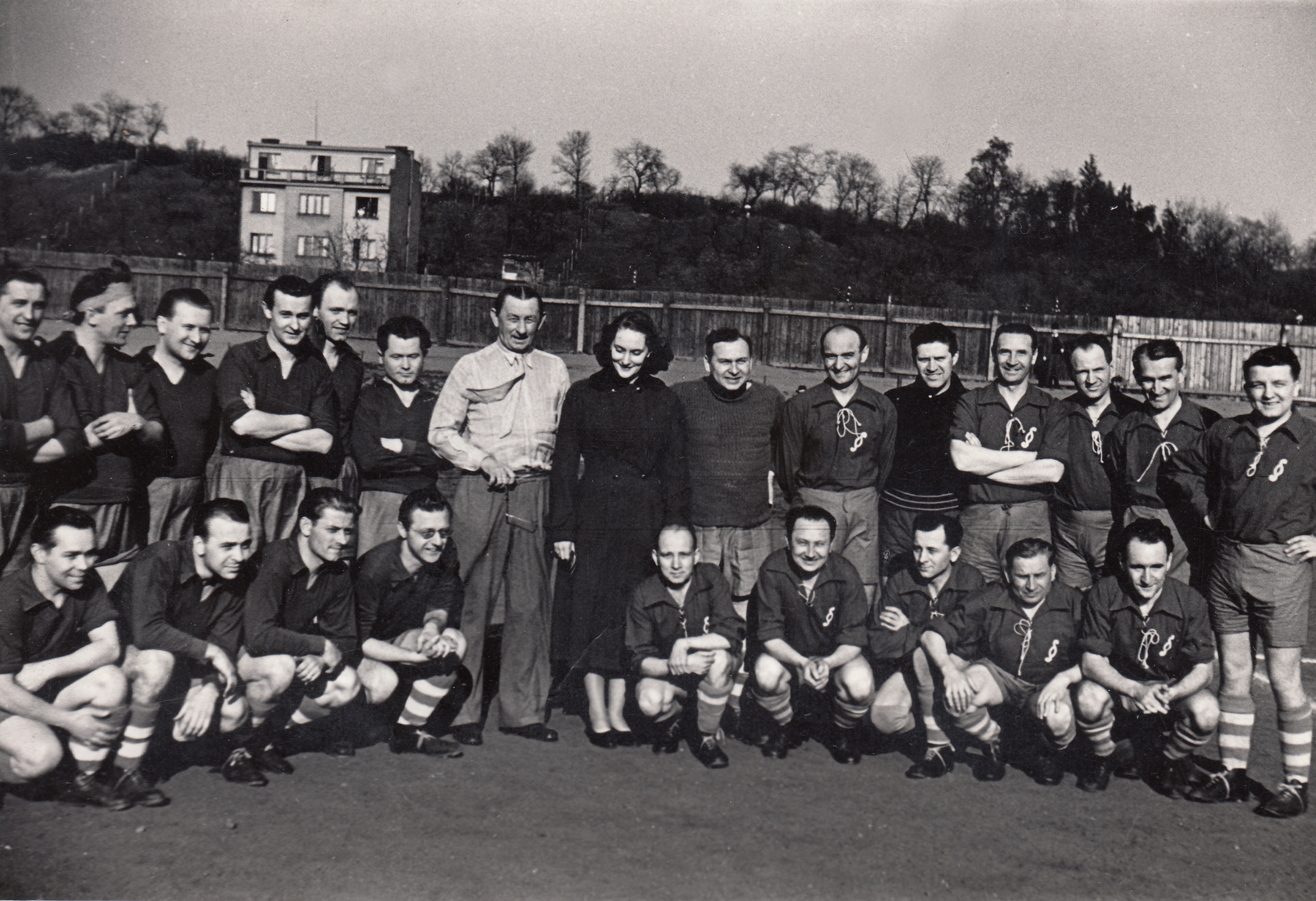
Fotbalový tým orchestru Karla Vlacha (vpravo) v utkání s neidetifikovaným soupeřem (vlevo). Hlavní rozhodčí: Vlasta Burian, Výkop provedla Soňa Červená, asi 1948.

Po osvobození Karel Vlach hledal inspiraci u amerických armádních orchestrů. V té době byl velmi populární orchestr Glenna Millera. Tento orchestr byl výjimečný odklonem od improvizace, posílením role aranžéra a velmi precizním společným frázováním.
Karel Vlach spojil své úsilí vybudovat novou kapelu s Miloslavem Ducháčem, který chtěl původně založit svůj orchestr. Část členů nového orchestru tak pocházela z původní Vlachovy sestavy (Vladimír Kloc), část z okruhu M. Ducháče (Vladimír Tomek, Jarda Král, Josef Poslední, Vladimír Tymich) a část byli noví členové.
Velkou posilou pro orchestr byli Karel Krautgartner, Milan Ulrych a Vladimír Raška, které Karel Vlach získal z Brna.
Sestava orchestru se pak ustálila na: Vlastimil Kloc, Jiří Jelínek a Miroslav Kloc – trubky, Vladimír Raška, Vladimír Petržilka a Zdeněk Kopecký – trombony, Karel Krautgartner, Zdeněk Klíma, Milan Ulrych, Vladimír Tymich a Jiří Kovář – saxofony, Leopold Korbař – klavír, Vladimír Tomek – kytara, Jarda Král – basa a Josef Poslední – bicí.
Zpívaly Allanovy sestry, sólově také Jiřina Salačová.
Nový orchestr zahajoval svou činnost 14. července 1945 v kavárně Lloyd (i když ne v kompletní sestavě).
Mimo hraní v kavárně zahájil orchestr i spolupráci s Janem Werichem. První divadelní hrou byla Pěst na oko v roce 1947. Následoval muzikál Divotvorný hrnec.

## 1948–1960
Po únoru 1948 orchestr našel stále silnější zázemí v divadle. Nový režim se snažil orchestr zlikvidovat s tím, že propaguje západní způsob života. Veřejné vystupování, působení v rozhlase i nahrávání bylo tehdy velmi omezeno.
V roce 1950 nastoupil do orchestru trumpetista a zpěvák Richard Kubernát a stal se vedoucím trumpetové sekce.
V letech 1953–1954 orchestr spadal pod národní podnik Československé cirkusy, varieté a lunaparky.
Od roku 1954 se orchestr vrátil do divadla na Vodičkově ulici. Zde v březnu 1955 hrál hru Limonádový Joe aneb koňská opera (hra dostala v roce 1964 filmovou podobu, viz Limonádový Joe aneb Koňská opera).
Postupně se orchestr uplatňoval i ve filmové hudbě Cirkus bude! (1954) a Hudba z Marsu (1955) s hudbou skladatele a bubeníka z první sestavy orchestru Jana Rychlíka. Následoval animovaný film Stvoření světa.

## 1960–1986
V roce 1960 byl založen Taneční orchestr Československého rozhlasu (TOČR) a jeho vedením byl pověřen Karel Krautgartner. Spolu s ním do nového orchestru odešel Milan Ulrych, Richard Kubernát, Jiří Jelínek, Ladislav Pikart a Vladimír Tomek.
Vedení saxofonové sekce převzal Jaromír Honzák. Orchestr začal spolupracovat se zpěvákem Milanem Chladilem a zpěvačkou Yvettou Simonovou.
Od roku 1961 doprovázel televizní soutěž Písničky na zítra moderovanou Vladimírem Dvořákem. Doprovázeli zde např. Karla Gotta, Karla Hálu, Waldemara Matušku, Olympic a další.
V roce 1986 zemřel zakladatel a kapelník Karel Vlach.

## Po roce 1986
Orchestr působí i nadále v Hudebním divadle v Karlíně a na reprezentačních plesech.